# Renate Berger (Kunsthistorikerin)
Renate Berger (* 1947) ist eine deutsche Kunsthistorikerin und Kuratorin. Sie war Professorin für Kunst- und Kulturwissenschaft, lebt als freie Autorin in Berlin.

## Leben
Sie studierte Kunstwissenschaft, Klassische Archäologie, Psychologie und Soziologie an der Universität Hamburg. Es folgten Forschungsaufenthalte in Paris, London, Wien, Rom, Florenz, Amsterdam und New York. Nach der Promotion war sie Stipendiatin am Zentralinstitut für Kunstgeschichte in München, Wissenschaftliche Mitarbeiterin am Literaturwissenschaftlichen Institut der Universität Hamburg und Wissenschaftliche Assistentin am Kunsthistorischen Institut der Philipps-Universität Marburg. Bis 2012 war sie Professorin für Kunst- und Kulturwissenschaft an der Universität der Künste Berlin.
Sie gehört zu den Pionierinnen der Künstlerinnenforschung in Deutschland. 
In ihrer Forschungsarbeit beschäftigt sie sich mit Kunst-, Film- und Kulturgeschichte der 1920er Jahre, Künstlerinnen des 18.–21. Jahrhunderts, Männlichkeitskonzepten der Moderne, Frauen- und Geschlechterforschung, Japanischer Malerei der Gegenwart, Künstlerpaaren im 20. Jahrhundert, der Russischen Avantgarde, dem Russischen Ballett, Ausdruckstanz und Biografik.
Renate Berger war Vorsitzende der Förderkommission Frauen- und Geschlechterforschung des Berliner Senats, Mitglied der Kommission für Graduiertenförderung der Berliner Universitäten und des Beirats der Zeitschrift „Querelles“.

## Schriften
Monografien
- Die Schauspielerin Elisabeth Bergner – Ein Leben zwischen Selbstbehauptung und MeToo. Schüren, Marburg 2022, ISBN 978-3-7410-0410-0.
- Tanz auf dem Vulkan. Gustaf Gründgens und Klaus Mann. Lambert Schneider, Darmstadt 2016, ISBN 978-3-650-40128-1.
- Paula Modersohn-Becker: Paris – Leben wie im Rausch. Biographie. Lübbe, Bergisch Gladbach 2007, ISBN 978-3-7857-2308-1.
- Rodolfo Valentino, Männlichkeit als Passion. Biografie. Europäische Verlagsanstalt, Hamburg 2003, ISBN 3-434-50549-0.
- Malerinnen auf dem Weg ins 20. Jahrhundert. Kunstgeschichte als Sozialgeschichte. DuMont, Köln 1982, ISBN 3-7701-1395-0.

Herausgeberin
- mit Anja Herrmann: Paris, Paris! Paula Modersohn-Becker und die Künstlerinnen um 1900. Kohlhammer, Stuttgart 2009, ISBN 978-3-17-020714-1.
- Liebe Macht Kunst. Künstlerpaare im 20. Jahrhundert. Böhlau, Köln 2000, ISBN 3-412-08400-X.
- Camille Claudel (1864–1943) – Skulpturen, Gemälde, Zeichnungen. Edition Stadtbaukunst, Berlin/Hamburg 1990, ISBN 3-927469-09-2.
- „Und ich sehe nichts, nichts als die Malerei“ – Autobiographische Texte von Künstlerinnen des 18. bis 20. Jahrhunderts. Fischer, Frankfurt am Main 1989, ISBN 3-596-23722-X.
- mit Inge Stephan: Weiblichkeit und Tod in der Literatur. Böhlau, Köln/Wien 1987, ISBN 3-412-03087-2.
- mit Daniela Hammer-Tugendhat: Der Garten der Lüste. Zur Deutung des Erotischen und Sexuellen bei Künstlern und ihren Interpreten. DuMont, Köln 1985, ISBN 3-7701-1627-5.